# Тазер

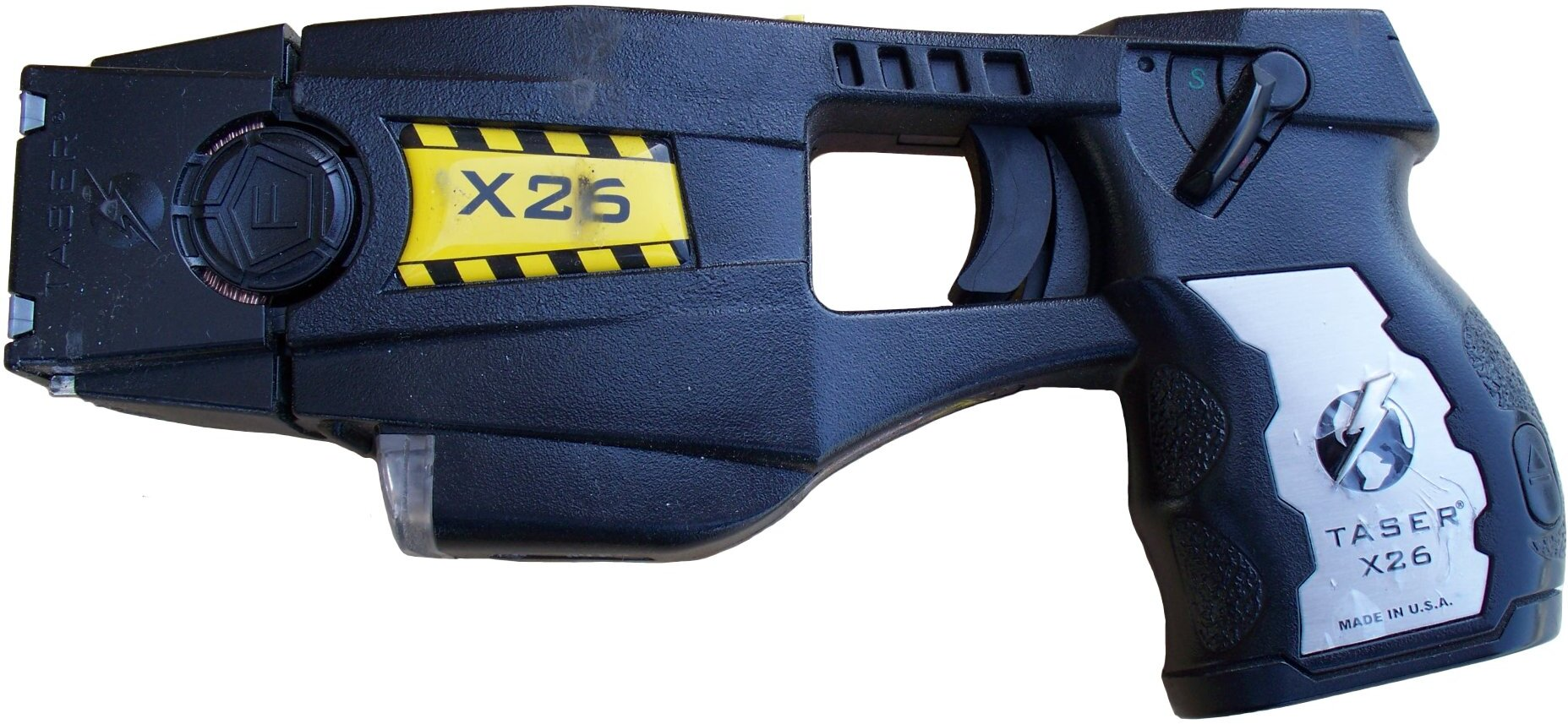
Полицейская модель, тазер X26. 50 000 вольт при 26 ваттах. Картридж с электродами установлен

Тазер (англ. Taser; читается /ˈteɪzər/) — электрошоковое оружие несмертельного действия. Главное отличие электрошоковых устройств марки «Тазер» от аналогов заключается в запатентованной технологии, позволяющей свести к минимуму получения увечий и смертельного исхода при задержании правонарушителя и в способности поражать цель на расстоянии от 4,5 до 10 метров.
Тэйзеры производятся компанией «Taser International» (ныне «Axon») в городе Скоттсдейл, в штате Аризона.
Тэйзер позиционируется как несмертельное и почти полностью безопасное для здоровья человека устройство, предназначенное для применения полицией в случаях преследования преступника, при оказании сопротивления при аресте или задержании, и для использования на потенциально опасных людях, по отношению к которым, в стандартной ситуации, могло быть применено огнестрельное оружие. В ряде стран применение тэйзера включено в национальные принципы применения силы в качестве одной из ступеней воздействия на подозреваемого.
Однако, несмотря на заявления производителя о безопасности применения тэйзера, многие организации и частные лица оспаривают эту точку зрения. Так, правозащитная организация Amnesty International зарегистрировала 334 смертельных случая вследствие применения тэйзера в период с 2001 до 2008 годы.

## История разработки
В 1969 году Джек Кавер, бывший исследователь НАСА, начал работать над созданием нелетального оружия для полиции. К 1974 году он закончил разработку устройства и получил патент США № 3803463 на «Оружие для обездвиживания и задержания», поражающее человека импульсами электрического тока на расстоянии.
Кавер назвал устройство «Taser» — акроним от Thomas Swift Electrical Rifle (T.S.E.R.) с добавлением буквы «А» для благозвучия. Название связано с именем изобретателя Томаса Свифта, героя фантастического романа Виктора Эпплтона «Том Свифт и его электрическая винтовка» («Tom Swift and his electric rifle»).
В первой модели тазера 1976 года «Защитник общества» (англ. Taser Public Defender) для выброса электродов при выстреле использовался порох, что привело к тому, что Бюро по алкоголю, табаку и огнестрельному оружию США классифицировало данное устройство как огнестрельное оружие.
Рик Смит, генеральный директор «Taser International», и его брат Томас в 1993 году начали исследовать то, что они называют «ненасильственным применением силы для граждан и для правоохранительных органов». На своих производственных мощностях в городе Скоттсдейл, штат Аризона, братья работали над созданием неогнестрельного электрошокового устройства вместе с Джеком Ковером. В 1994 году они выпустили новый Air Taser 34000 с системой идентификации каждого выстрела (AFID), которая разрабатывалась для уменьшения вероятности того, что устройством воспользуются преступники. При использовании тазера он выпускает в воздух множество конфетти, каждый из кусочков которого содержит серийный номер устройства. Американское агентство по контролю над огнестрельным оружием ATF постановило, что Air Taser не является огнестрельным оружием.
В 1999 году «Taser International» выпустила новую, более эргономичную модель Advanced Taser М, в котором впервые использовалась запатентованная технология, вызывающая нейромышечный паралич.
В мае 2003 года «Taser International» выпустила самое известное своё устройство — Taser X26. Популярность он приобрел благодаря компактным размерам и малому весу.
27 июля 2009 года «Taser International» выпустила Taser X3, который может совершить до 3 выстрелов без замены картриджей (картриджи стали значительно тоньше, чем у предыдущей модели).

## Технологии
Тазер выстреливает два небольших электрода, передающих электрический заряд по двум медным проводам, прикреплённым к основному блоку картриджа. Выстрел происходит благодаря встроенному в картридж баллончику со сжатым азотом, как у некоторых пневматических пистолетов и пейнтбольных маркеров. Картридж содержит достаточно сжатого газа, чтобы совершить один выстрел. После выстрела картридж заменяется. Радиус действия составляет от 4,5 м до 10,6 м. Для гражданских лиц доступны картриджи с рабочим радиусом действия 4,5 м.
Электроды сделаны в виде гарпунов для крепкого закрепления на одежде и для уменьшения вероятности того, что их смогут сорвать при попадании. У ранних моделей тазеров электрический разряд с трудом проходил сквозь толстый слой одежды, но поздние модели (Х26, С2 и т. д.), помимо «гарпунов», обладают ещё и технологией контролируемого электрического импульса, который увеличивает проникающую способность электрического разряда.
Ключевая технология тазеров заключается в электрическом разряде, вызывающем нейромышечный паралич. Разряд прерывает возможность мозга управлять мышцами тела, что создает немедленную и неизбежную потерю равновесия и временную потерю способности к движению. Данный эффект основан не на боли и никак не может быть преодолен волевым усилием человека. Как только электрический разряд заканчивает своё действие, к человеку тут же возвращается полный контроль над своим телом. Большинство задержанных, испытавших на себе электрический разряд тазеров, начинает вести себя более покорно, чтобы избежать повторного разряда.
Тазеры делают работу полицейских более безопасной, так как эти устройства имеют больший радиус действия, чем использование полицейских дубинок, перцового аэрозоля или при применении техники рукопашного боя.

## Контактное оглушение
Некоторые модели тазеров, в том числе все те, которые предназначены для полиции, также имеют функцию «контактного оглушения», которая позволяет использовать устройства для контактного применения, когда нет возможности перезарядить картридж. Эффект контактного оглушения, как и у всех стандартных электрошокеров, основан на причинении болевого шока нападающему.
Некоммерческая организация «Форум исследования полицейских органов» (Police Executive Research Forum) и подразделение «Социально ориентированные мероприятия полиции» Министерства юстиции США (U.S. Department of Justice Office of Community Oriented Policing Services) в 2011 году выпустили «Руководство с рекомендациями по самообороне», в котором они рекомендовали избегать использования контактного оглушения как метода причинения болевого шока. В руководстве говорилось, что «при его многократном использовании на одной цели можно даже усугубить ситуацию, вызывая ярость в нападающем».
Исследования, проведённые полицией США и департаментами шерифов, показали, что 29,6 % всех полицейских департаментов США разрешают использовать контактное оглушение при задержании, проходившему по классическому сценарию, без физического контакта между офицером полиции и объектом задержания. Если задержание включает в себя ненасильственный физический контакт, это число возрастает до 65,2 %.
Неправительственная организация Amnesty International выразила особую обеспокоенность по поводу функции «контактного оглушения», отмечая, что «… потенциал использования данной функции у тайзеров заключается в использовании устройства в качестве инструмента для причинения боли, когда правонарушители уже задержаны и не оказывают сопротивления, что превращает их, по своей сути, в оружие для пыток и открывает возможности для злоупотреблений им».

## Эффективность
В 2009 году в работе «Форума исследования полицейских органов» показано, что у полицейских, вооружённых тазером, уменьшилось число получения травм на 76 %. Главный исполнительный директор фирмы «Taser International» заявил, что опросы полиции показывают, что применение тазеров спасло уже более 75 000 жизней.
Огнестрельное оружие немедленно останавливает правонарушителя в 62—67 % с первого попадания исключительно в жизненно важные участки тела, а целеустремлённые преступники способны игнорировать и несколько попаданий. Тазеры гарантированно останавливает правонарушителя в 76—80 %, при этом достаточно попасть двумя электродами в любую часть тела. Это же делает их более эффективным оружием по сравнению с другим традиционным гражданским травматическим оружием.
Первый летальный случай при применении тазера зафиксирован 15 марта 2012 года, когда неподалёку от калифорнийского города Пайн-Велли при остановке автомобилиста-нарушителя Алекса Мартина пограничник применил тазер, после чего в салоне мгновенно произошёл взрыв. Автомобиль сразу же загорелся, водитель сгорел заживо, а один из агентов получил ожоги лица. Возможно, что взрыв произошел из-за того, что водитель остановленного автомобиля применил газовый баллончик против незнакомых мужчин (пограничники были в гражданской одежде). Предположительно распылённое облако при применении тазера и взорвалось.

## Опыт разных стран

### Аргентина
В 2010 году Верховный суд Аргентины вынес решение против использования полицией Буэноса-Айреса импортных электрошокеров тазер, в соответствии с требованием обсерватории прав человека, которая утверждает, что ЭШУ тазер считается орудием пыток по утверждённым положениям НПО и Комитета против применения пыток ООН.

### Австралия
Владение в собственности и использование оглушающего оружия (включая ЭШУ тазер) гражданскими лицами в Австралии сильно ограничено. Для импорта в страну требуются разрешение.
Оглушающее оружие используется патрульными полицейскими, группами специального назначения, группами быстрого реагирования, группами реагирования на критические инциденты и группами для выполнения специальных задач.

### Бразилия
Использование ЭШУ тазер полицией считается законным. Их использование широко распространено среди муниципальных стражей правопорядка, которые проходят специальную профессиональную подготовку по использованию электрошоковых устройств. ЭШУ тазер также используется и военной полицией и специализированными силами. По бразильскому законодательству разрешено использование ЭШУ тазер частными охранными компаниями, правда их содержание и обслуживание обходится дороже, чем содержание и обслуживание обычного огнестрельного оружия.

### Франция
ЭШУ тазер принят на вооружение французской национальной полицией и жандармерией. В сентябре 2008 года ЭШУ тазер были предоставлены в распоряжение полиции постановлением правительства, однако в сентябре 2009 года Государственный совет отменил данное решение, под предлогом того, что это оружие требует более строгого регулирования и контроля. Тем не менее, после совершения убийства полицейскими задержанного во время дежурства, в 2010 году полицейские стали снова использовать ЭШУ тазер.

### Германия
С 1 апреля 2008 года приобретение, хранение и ношение ЭШУ тазер в Германии запрещено (gun control law: Anlage 2, Abschnitt 1, Nr. 1.3.6. WaffG). Однако ЭШУ тазер успешно используется в специальных подразделениях полиции, в группах быстрого реагирования и т. д. в 13 федеральных землях из 16.

### Греция
Полиция Греции приняла на вооружение ЭШУ тазер. В марте 2003 года греческий полицейский спецназ применил ЭШУ тазер по отношению к турецкому гражданину, с целью предотвращения угона аэролайнера А310 Турецких авиалиний в международном аэропорту Афин.

### Гонконг
В законодательстве Гонконга, в главе 238 «Указ об огнестрельном оружии и боеприпасов к нему» говорится следующее: «любое портативное устройство, предназначенное или адаптированное для оглушения или потери сознания человека с помощью электрического разряда, вызванное дистанционным или контактным путём рассматривается как оружие» и, следовательно, для импорта, хранения и вывоза ЭШУ тазер требуется лицензия полиции Гонконга. В случае нарушения закона предусматривается наказание в виде штрафа в размере 100 000 долларов США и 14 годами лишения свободы.

### Ирландия
Использование ЭШУ тазер в Ирландии частными лицами запрещено, за исключением специальной группы назначения Гарда и региональной группы поддержки Гарда. Специальные подразделения полиции используют модель Х26.

### Израиль
ЭШУ тазер принят на вооружение полицией Израиля и 16 февраля 2009 года полицейские получили первые электрошокеры.

### Кения
ЭШУ тазер никак не учитывается и не описываются законодательством Кении, поэтому они не подлежат ввозу и последующей реализации на территории страны.

### Малайзия
Королевская полиция Малайзии намерена стать второй страной в Юго-Восточной Азии после Сингапура, которая примет на вооружение в полиции нелетальные электрошоковые устройства тазер Х26. Правоохранительные органы уже получили поставку в 210 единиц устройств, известных как ЭШУ тазер Х26. Купленный набор ЭШУ тазер Х26 поставляется с кобурой и использует не перезаряжаемую литиевую батарею, которая способна обеспечить до 200 выстрелов картриджей. Каждому полицейскому, вооружённому ЭШУ тазер, будет выдаваться 4 картриджа. Впервые правоохранительные органы Королевства Малайзии заказали ЭШУ тазер в 2003 году, тогда они приобрели 80 единиц М26 — громоздкий предшественник Х26. Информация по данному заказу не была обнародована так, как использование ЭШУ тазер М26 рассматривалось в качестве исследования для возможного вооружения полиции. ЭШУ тазер были выданы полицейским Петалинг-Джая, Данг Ванги в Куала-Лумпур и Джохор-Бару.

### Швеция
ЭШУ тазер и другие электрошоковые устройства в Швеции считаются огнестрельным оружием и запрещены для использования в гражданских целях. Шведская полиция купила ограниченное количество ЭШУ тазер и собиралась начать полевые испытания, но они были отменены ввиду того, что Комиссия по этике обнаружила, что необходимость в использовании подобных устройств не была твердо установлена. Приобретенные ЭШУ тазер были пожертвованы полиции Финляндии, которая успешно начала полевые испытания устройств.

### Великобритания
По закону «Об огнестрельном оружии» 1968 года, ЭШУ тазер считается «запрещённым оружием» и владение им является преступлением. Максимальное наказание — десять лет тюрьмы и штраф в неограниченном размере. В настоящее время ЭШУ тазер используется в некоторых полицейских участках в качестве «нелетального» оружия.

### Сингапур
Партия "Tazer X2" закуплена и официально принята на вооружение подразделения военной полиции вооружённых сил Сингапура.

### США
В Соединенных Штатах Америки ЭШУ тазер считается неогнестрельным оружием и включён в нормы, описывающие типовые модели применения силы во многих штатах. Разрешается как открытое, так и скрытное ношение без специального разрешения в 43 штатах. ЭШУ тазер запрещены для гражданского пользования в Округе Колумбия, на Гавайях, в Массачусетсе, Нью-Йорке и Род-Айленде, а также в некоторых других городах. Использование ЭШУ тазер в штатах Коннектикут, Иллинойс и Висконсин разрешено с ограничениями.
Последнее время всё чаще в суде стали рассматриваться дела о законности применения ЭШУ тазер сотрудниками полиции. Так, например, Девятый окружной апелляционный суд постановил, что применение Брайном В. Макферсоном ЭШУ тазер являлось чрезмерным проявлением силы, что нарушает Четвёртую поправку Конституции США. Тот же вердикт был вынесен Маттосу Б. Агарано, применившему ЭШУ тазер дважды, контактно и дистанционно. В статье, напечатанной в журнале «Начальник полиции» (Chief magazine) говорится, что должна быть создана официальная инструкция по применению ЭШУ тазер и других электрических устройств (в условиях, когда безопасность не является проблемой). Офицер должен дать предупреждение перед каждым применением и, что у подозреваемого должно быть достаточно времени, чтобы обдумать предупреждение и, чтобы отойти от сильной боли любого прежнего применения ЭШУ тазер; ЭШУ тазер не должны использоваться по отношению к детям, пожилым людям, беременным женщинам или женщинам, явно информирующим офицера о своей беременности.

### Российская Федерация
По состоянию на 2022 год Федеральным законом Российской Федерации № 150 «Об оружии» прямо запрещён ввоз и последующая реализация на территории страны любых иностранных образцов электрошоковых устройств. Запрет существует с момента утверждения данного закона в его первой редакции в 1996 году.